# Магура, Игорь Сильвестрович
Магура Игорь Сильвестрович (22 ноября 1928, Киев — 2 апреля 2022, там же) — советский и украинский физиолог, доктор биологических наук, профессор, академик НАН Украины. Сын украинского археолога Сильвестра Магуры.

## Краткая биография
- 1953 — окончил военно-морской факультет 1-го Ленинградского медицинского института.
- 1953 — старший ординатор госпиталя
- 1955 — переведён с Черноморского флота
- 1958 — младший научный сотрудник отдела электрофизиологии Института физиологии им. А. А. Богомольца АН УССР.
- 1963 — в отделе общей физиологии нервной системы.
- 1963 — кандидатская диссертация на тему «Влияние ионной среды и некоторых фармакологических веществ на мембранный потенциал покоя поперечнополосатого мышечного волокна».
- На протяжении 1982—1996 — руководитель отдела общей физиологии НИИ физиологии им. Петра Богача Киевского государственного университета имени Т. Г. Шевченко.
- С 1983 года занимал должность профессора кафедры молекулярной физиологии и биофизики Киевского отделения Московского физико-технического института.

## Научная деятельность
Основное направление научной деятельности — электрофизиология. Разрабатывал проблему нейроимунного взаимодействия, в частности исследовал иммуномодулятор интерферона и вторичные посредники его действия (олигоаденилатов) на нервные клетки, изучал молекулярные механизмы регуляции клеточной возбудимости, в частности, пластичность этих процессов и роль калиевых каналов. Читал лекции на кафедрах биофизики и медицинской радиофизики Киевского национального Университета им. Тараса Шевченко, в Институте и кафедре прикладной физики НТУУ «КПИ». Был членом специализированного ученого совета Института физиологии им. А. А. Богомольца по специальности «Физиология человека и животных» и членом редакционного совета международного научного журнала «Нейрофизиология/Neurophysyology». Имел свыше 300 научных трудов.

## Основные труды
- Биофизика. К., 1988 (в соавт.);
- Биофизика. Учебник К., 2001. (в соавт.);
- Влияние кофеина на электрическую реакцию ацинарная клеток поджелудочной железы собаки //Физиологический журнал 1992.
- Особенности влияния хлор — промазина, трифторперазина на электрические реакции ацинарных клеток поджелудочной железы при стимуляции пентагастрином // «Биоритмы пищеварительной системы и гомеостаз», 1994.

## Награды
- 1983 — Государственная премия СССР в области науки и техники (в соавт.)
- 1992 — Государственная премия Украины в области науки и техники
- 2010 — Премия имени А. А. Богомольца НАН Украины (совместно с Н. Я. Певцом и И. М. Трахтенбергом, за серию трудов «Проблемы врожденной иммунорезистентности и возрастной физиологии и токсикологии»)